# Јустинус Кернер
Јустинус Кернер (Лудвигсбург, 18. септембар 1786 — Вајнсберг, 21. фебруар 1862) је био немачки песник и писац књига из области медицине.
Рођен је у Лудсвигбургу у области Виртемберг. Након завршетка класичних школа у Лудвигсбургу и Маулброну, шегртовао је у фабрици одеће али је 1804. примљен на Универзитет у Тибингену. Студира је медицину, али је имао времена да се заједно са својим садрузима Лудвигом Уландом, Густавом Швабом и другима посвети и литерарном раду. Докторску диплому је стекао 1808, провео је неко време путујући, након чега се скрасио у Вилдбаду.